# Dactylorhiza perez-chiscanoi
Dactylorhiza perez-chiscanoi là một loài thực vật có hoa trong họ Lan. Loài này được F.M.Vázquez mô tả khoa học đầu tiên năm 2008.